# Kapisillit
Kapisillit [kapiˈsiɬːit] (nach alter Rechtschreibung Kapisigdlit) ist eine grönländische Siedlung im Distrikt Nuuk in der Kommuneqarfik Sermersooq.

## Lage
Kapisillit liegt am Südufer einer inselreichen Bucht am Ende des Kapisillit Kangerluat. Drei Kilometer nordwestlich befindet sich am gegenüberliegenden Ufer die Farm Neriunaq und neun Kilometer südwestlich Itinnera. Der nächste größere Ort ist die Hauptstadt Nuuk, das etwa 75 km westsüdwestlich liegt. Kapisillit liegt für grönländische Verhältnisse mit 90 km bis zur Küste vergleichsweise tief im Landesinneren. Die schmale Ebene Innannguup Saava nahe dem Dorf trennt den Kapisillit Kangerluat vom Fjord Kangersuneq, der das hintere Stück des Nuup Kangerlua bildet.

## Geschichte
Am 12. Juli 1926 wurde in Grønlands Landsråd die der Vorschlag von Kolonialverwalter Christian Simony diskutiert, die Bewohner von Uummannaq ans Ende des Kapisillit Kangerluat umzusiedeln. Er begründete das mit den guten Jagdgründen dort, die von den Bewohnern bereits zum Lachsfang und zur Rentier- und Fuchsjagd genutzt würden. Landsfoged Knud Oldendow stimmte den Ausführungen Simonys zu. Auch von den Jägern und Fischern im Ort bekam man zu hören, dass eine Umsiedlung sehr genehm wäre. Um weitere Meinungen hören zu können, vertagte man die Angelegenheit auf die nächste Sitzung. Bei dieser wurde das Thema am 28. Juli 1927 wieder aufgenommen. Es wurden die gesammelten Meinungen des Gemeinderats, der Bevölkerung, des Arztes und des Pastors vorgetragen. Da die Bevölkerung sich einer Umsiedlung widersetzte, wurde diese schließlich abgelehnt, was 1928 noch einmal bestätigt wurde.
Trotz dessen ließen sich bereits 1927 die beiden Brüder Jakob und Abia Jakobsen an dieser Stelle nieder. 1930 hatte Kapisillit schon 74 Einwohner. Vermutlich waren zahlreiche Bewohner aus Uummannaq hierhin gezogen, da sich die Einwohnerzahl dort seit 1918 beinahe halbiert hatte. Am 1. April 1939 wurde Kapisillit zum Udsted und Hauptort der neuen Gemeinde Kapisillit ernannt. 1939 wurde ein Laden mit Lager und 1940 eine Wohnung für den Udstedsverwalter errichtet. Während der 1940er Jahre stieg die Einwohnerzahl bis auf 161 Personen. 1948 wurde eine Schule gebaut. Die Baumaterialien stammten aus Flüchtlingsbaracken, die für deutsche Flüchtlinge in Dänemark genutzt worden waren. Es wurden mehrere Fischhäuser errichtet, die insgesamt eine Fläche von 504 m² hatten. 1952 wurden eine Telestation und eine Fischereianlage und im Jahr darauf ein 6 m langer Kai errichtet. 1955 wurde eine Werkstatt und 1956 wurde eine Hebammenwohnung gebaut. 1960 wurde ein Versammlungshaus gebaut und daneben gab es einen Kindergarten in einem 1935 errichteten Gebäude. 1962 wurde eine Feuerwehrstation errichtet. Am 11. Dezember 1960 erhielt Kapisillit eine Kirche und im selben Jahr wurde ein privater Laden eröffnet.
In der Mitte des 20. Jahrhunderts bestand die Produktion zum Großteil aus zu Salzfisch verarbeiteten Dorschen, aber auch aus Schwarzem Heilbutt, auch wenn der Ortsname übersetzt „Lachse“ bedeutet, bezogen auf den Fluss Kapisillit Kuuat, Grönlands einzigem Lachslaichplatz. 1960 lebten bereits 302 Menschen im Ort. 1970 hatte Kapisillit nur noch 187 Einwohner. In der Umgebung hat man mehrfach versucht Schafe und Rentiere zu halten. Manche der Bewohner von Kapisillit stammen von Samen ab, die gemeinsam mit den Rentieren in den 1950er Jahren nach Itinnera geholt wurden.

## Infrastruktur und Versorgung
Kapisillit ist während des ganzen Jahres per Schiff zu erreichen. Eine Pilersuisoq-Filiale versorgt die Bewohner mit Waren und beinhaltet zudem die Post. Nukissiorfiit ist für die Strom- und Wasserversorgung zuständig. Müll wird je nach Art verbrannt, deponiert oder nach Nuuk verschifft, während Abwasser ins Meer geleitet wird.

## Bebauung

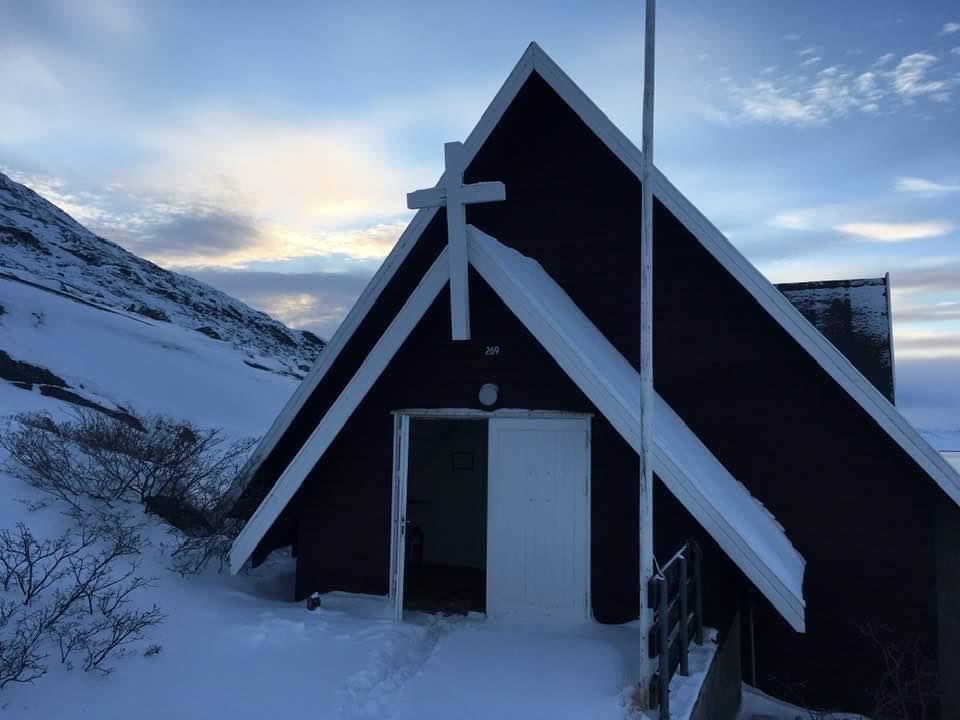
Die Kirche von Kapisillit (2020)

Es gibt eine Volksschule in Kapisillit, die auch eine Bibliothek beinhaltet. Anschließend können die Schüler eine weiterführende Schule in Nuuk besuchen. Außerdem gibt es einen Kindergarten und ein Altenheim. Die Krankenstation beinhaltet auch eine Zahnarztpraxis. Das Servicegebäude beinhaltet Sanitäreinrichtungen. Zudem gibt es ein Bürogebäude, ein Versammlungshaus und eine Kirche.

## Sport
Der 1951 gegründete Fußballverein SK-51 Kapisillit nahm 1959/60 und 1990 an der Grönländischen Fußballmeisterschaft teil.

## Bevölkerungsentwicklung
Kapisillit hatte in den 1950er Jahren aufgrund der reichen Fischgründe teilweise um die 1000 Bewohner. Seitdem ist die Zahl wegen der schlechteren Erträge stark zurückgegangen. Allein in den letzten 40 Jahren hat sich die Einwohnerzahl gedrittelt. Heute ist Kapisillit das kleinste Dorf der Kommune.

## Panorama

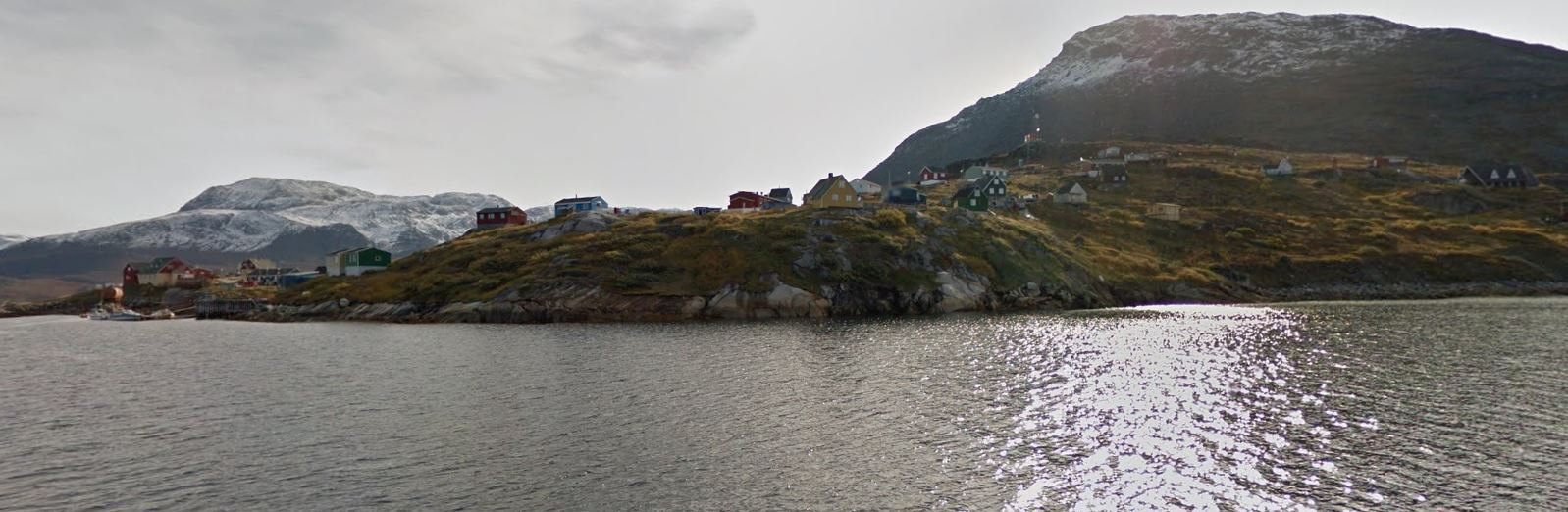
Kapisillit (2017)